# Poison Greatest Video Hits
Poison Greatest Video Hits è una video-raccolta del gruppo musicale statunitense Poison, pubblicata in DVD il 5 giugno 2001.
Racchiude le VHS Sight for Sore Ears e Flesh, Blood, & Videotape, dedicate ai primi tre album del gruppo, più i video di Swallow This Live, Native Tongue e Power to the People.

## Tracce
1. Cry Tough
2. I Want Action
3. Talk Dirty to Me
4. I Won't Forget You
5. Nothin' but a Good Time
6. Fallen Angel
7. Every Rose Has Its Thorn
8. Your Mama Don't Dance
9. Unskinny Bop
10. Ride the Wind
11. Something to Believe In
12. Life Goes On
13. (Flesh & Blood) Sacrifice
14. So Tell Me Why
15. Stand
16. Until You Suffer Some (Fire and Ice)
17. Power to the People

## Formazione
- Bret Michaels – voce
- C.C. DeVille – chitarra (eccetto tracce 15-16)
- Richie Kotzen – chitarra (tracce 15-16)
- Bobby Dall – basso
- Rikki Rockett – batteria